# 德克薩斯州律師公會
德克薩斯州律師公會（State Bar of Texas (Texas Bar)；德州律師公會）為美國德克薩斯州最高法院管轄下的司法機構，屬於強制性的州律師公會。公會負責協助德克薩斯州最高法院監督所有在德克薩斯州執業的律師。而且德州律師公會是美國第五大的律師組織。公會總部位於美國德克萨斯州奧斯汀科羅拉多街1414號的德克薩斯州法律中心大樓內。

## 參閲
- 德克薩斯州律師公會學苑（英语：College of the State Bar of Texas）
- 美國律師職業許可

## 外部連結
- State Bar of Texas homepage （页面存档备份，存于）
- Texas Bar Today （页面存档备份，存于）
- Texas Government Code
- Texas Young Lawyers Association （页面存档备份，存于）
- State Bar of Texas Continuing Legal Education (State Bar of Texas Publications and Texas Law Books) （页面存档备份，存于）

template:State agencies of Texas